# Mary Meeker
Mary Meeker (Portland, septiembre de 1959) es una capitalista de riesgo estadounidense y ex analista de valores de Wall Street. Su trabajo principal se enfoca en Internet y nuevas tecnologías. Es fundadora y socia general de BOND, una firma de capital de riesgo con sede en San Francisco. Anteriormente fue socia en Kleiner Perkins.
A Meeker se la ha llamado la "Reina de Internet". En 2022, estuvo en el puesto n.º 2 en la lista de inversionistas mujeres. En 2023, Meeker fue clasificada en el puesto 85 de la lista de Forbes de las "100 mujeres más poderosas del mundo".

## Primeros años y educación
Nació en Portland, Indiana, hija de Gordon y Mary. Tiene un hermano, Dick, 21 años mayor que ella. Su padre, Gordon, era un "fanático del golf", lo cual llevó a Meeker a convertirse en capitana del equipo de golf en la escuela secundaria Jay County. Ella atribuye su personalidad tipo A a su padre "intenso y competitivo".
Meeker obtuvo una licenciatura en psicología de DePauw University en 1981 y un MBA en finanzas de Cornell University en 1986. En mayo de 2000, recibió un Doctorado Honorario en Letras de DePauw.

## Carrera
En 1982, Meeker se unió a Merrill Lynch como corredora de bolsa. Después de terminar su posgrado, comenzó a trabajar como analista del sector tecnológico en Salomon Brothers en 1986. Trabajó en Cowen de 1990 a 1991, antes de pasar a Morgan Stanley, donde se especializó en cubrir las industrias de computadoras personales y software para consumidores.

### Morgan Stanley
En agosto de 1995, Morgan Stanley fue el administrador principal de la OPV de Netscape. En febrero de 1996, Meeker y Chris DePuy publicaron "The Internet Report" (El Informe de Internet), un informe histórico que fue apodado "la biblia" para los inversionistas durante el auge de las punto com. Fue ampliamente compartido en la web y también se publicó como libro. A lo largo de los años, Meeker dirigió informes similares sobre publicidad en línea, comercio electrónico, evolución de los motores de búsqueda, Internet en China e Internet móvil.
Durante el estallido de la burbuja punto com (2000–2002), Meeker fue criticada en los medios como una de las analistas estrella investigadas por posibles fraudes. Sin embargo, no fue acusada de ningún delito. Morgan Stanley y otras nueve firmas de inversión participaron en un acuerdo legal global.
En agosto de 2004, Morgan Stanley, con Meeker como analista, fue administrador principal en la OPV de Google. En 2006, Andrew Serwer, de la revista Fortune, la describió como "absolutamente de primera categoría para detectar tendencias macro antes de que se hagan visibles". Era conocida por recopilar grandes cantidades de datos en informes detallados, a veces extensos pero con múltiples puntos de partida para el análisis.
En abril de 2005, durante una crisis en Morgan Stanley, Meeker y otros analistas escribieron una carta a la dirección expresando su preocupación por la cultura corporativa. Esta carta impulsó una mayor atención del consejo directivo y fue clave para el cambio de CEO ese mismo año. La carta fue incluida en el libro Blue Blood and Mutiny de Patricia Beard. En 2010, Meeker fue nombrada por Fortune como "una de las diez personas más inteligentes en tecnología".

### Kleiner Perkins
En diciembre de 2010, Meeker dejó Morgan Stanley, donde era directora general y jefa del equipo global de investigación tecnológica, para convertirse en socia en Kleiner Perkins, una firma de capital de riesgo. Allí participó en más de 20 inversiones diferentes. Fue parte de los directorios de DocuSign, Square Inc. y Lending Club.
En febrero de 2011, elaboró el informe "USA Inc.", un análisis no partidista que examinó al gobierno estadounidense desde una perspectiva empresarial. Algunas de las acciones que respaldó exitosamente desde temprano incluyen Dell, Microsoft, Intuit, Netscape, AOL, Amazon, Yahoo!, eBay y Google. Algunas selecciones fallidas fueron AOL después de su fusión con Time Warner, Excite@Home y drugstore.com.
Fue testigo en el juicio por discriminación de género contra Kleiner Perkins interpuesto por Ellen Pao.

### BOND
En septiembre de 2018, Meeker dejó Kleiner Perkins para fundar su propia firma de capital de riesgo, Bond Capital (estilizado como BOND), con sede en San Francisco. Recaudó 1.200 millones de dólares para su primer fondo. En mayo de 2019, BOND anunció su primera inversión: una ronda de 70 millones de dólares en Canva. En marzo de 2021, cerró su segundo fondo con 2.000 millones de dólares en compromisos de capital.

## Informe de Tendencias de Internet
El Informe de Tendencias de Internet de Meeker fue uno de los documentos anuales más esperados por los inversionistas tecnológicos. Lo publicó todos los años desde 1995, cuando era analista en Morgan Stanley, hasta 2019.
Este informe incluía datos y análisis sobre las principales tendencias en Internet, comportamiento del consumidor y cambios culturales. Su última edición se presentó en la Code Conference de Vox/Recode en 2019.